# Naboo
Vous lisez un « bon article » labellisé en 2022.
Astre fictif apparaissant dans
Star Wars.
Naboo est une planète de l’univers Star Wars. Située dans la Bordure médiane, elle orbite autour de l'étoile Chommell. Elle est notamment célèbre pour être le monde d'origine de politiciens d'envergure galactique, tels Sheev Palpatine, Padmé Amidala et Jar Jar Binks.
Couverte d'étendues d'eau, de jungles et de prairies, Naboo est le monde d'origine des Gungans, des êtres amphibies vivant dans les marais et les océans de la planète. Les humains cohabitent avec ces autochtones, plus ou moins pacifiquement selon la période. Tandis que la capitale gungane est Otoh Gunga, la capitale humaine est Theed. Dès la crise de Naboo en 32 av. BY, Naboo acquiert une importance à l'échelle galactique, et est souvent impliquée dans le conflit grandissant qui débouche sur la guerre des clones.
La planète est créée pour le film La Menace fantôme en 1999. Les scènes s'y déroulant sont alors tournées principalement en Italie, ainsi que partiellement dans un bois d'Angleterre et à Séville, en Espagne.
Elle apparaît principalement dans les films de la deuxième trilogie de Star Wars, La Menace fantôme, L'Attaque des clones et La Revanche des Sith, mais aussi à la fin du Retour du Jedi. En plus des films, Naboo est représentée dans la série télévisée The Clone Wars, dans les mises en roman des films dans lesquels elle apparaît, ainsi que dans plusieurs romans, jeux vidéo et bandes dessinées.

## Contexte

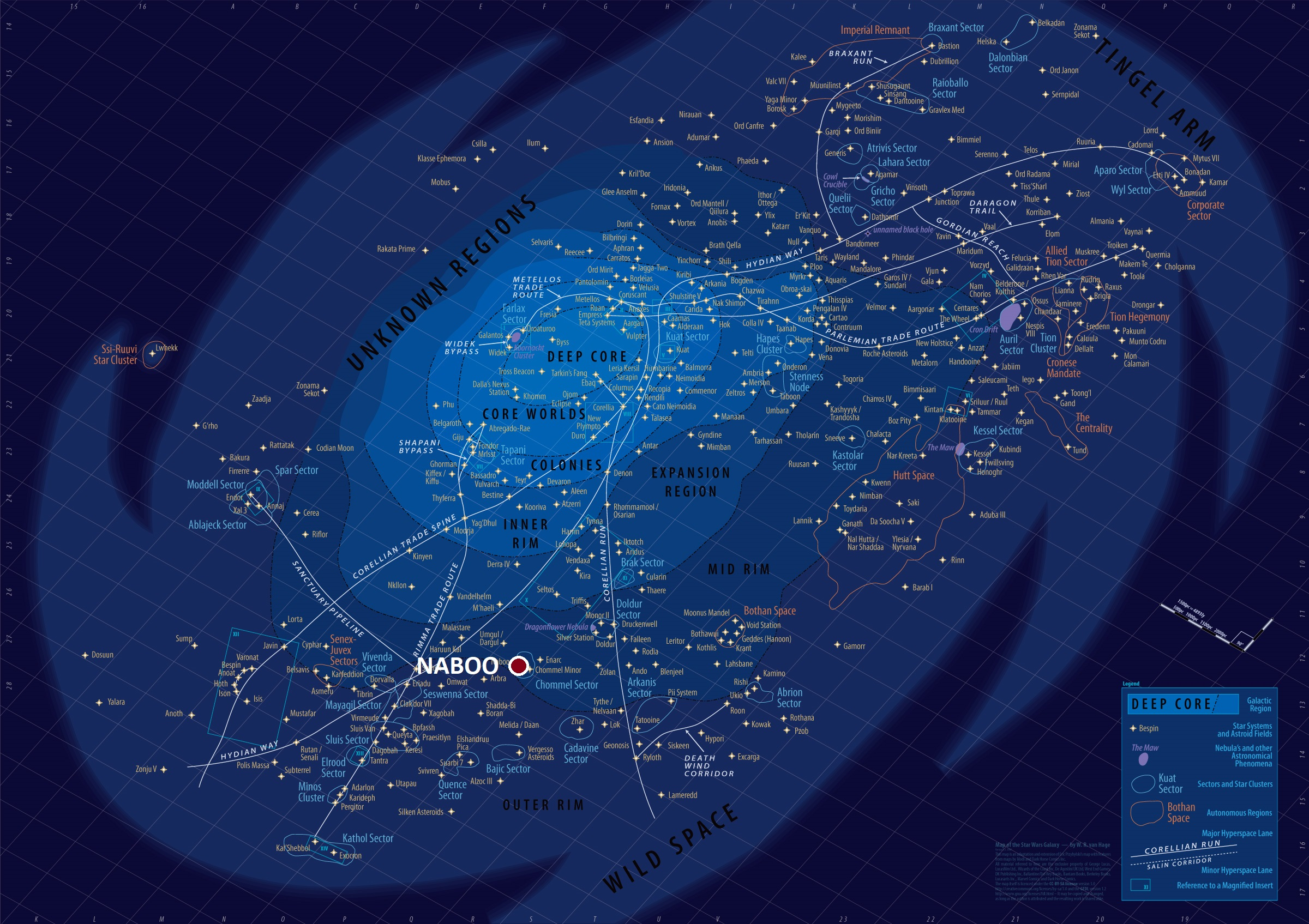
Localisation de Naboo dans la galaxie (carte non officielle).

L'univers de Star Wars se déroule dans une galaxie qui est le théâtre d'affrontements entre les Chevaliers Jedi et les Seigneurs noirs des Sith, personnes sensibles à la Force, un champ énergétique mystérieux leur procurant des pouvoirs psychiques. Les Jedi maîtrisent le Côté lumineux de la Force, pouvoir bénéfique et défensif, pour maintenir la paix dans la galaxie. Les Sith utilisent le Côté obscur, pouvoir nuisible et destructeur, pour leurs usages personnels et pour dominer la galaxie,.
Pour amener la paix, une République galactique a été fondée avec pour capitale la planète Coruscant. Mais, tout au long de son existence, la République est secouée par des sécessions et des guerres. En 32 av. BY, les Jedi Qui-Gon Jinn et Obi-Wan Kenobi sont envoyés sur la planète Naboo pour résoudre pacifiquement un de ces conflits à la demande de Padmé Amidala, reine de cette planète,.

## Géographie

### Situation spatiale
Orbitant autour de l'étoile Chommell, Naboo se situe dans le secteur homonyme, au sein de la Bordure médiane.  Parmi les cinq planètes du système, Naboo est, en partant de l'étoile, la troisième. En outre, trois lunes gravitent autour d'elle, faisant de Naboo la planète du système possédant le plus de satellites naturels. Une colonie gungane est notamment installée sur l'un de ces satellites : la lune d'Ohma-D'un, Cette dernière, relativement inhospitalière, a été terraformée afin de correspondre à l'écosystème de Naboo et de permettre l'installation de colons Gungans afin de résoudre des problèmes de surpopulation,. 
Plus généralement, elle est comprise dans le grand secteur de Dustig, regroupement de secteurs incluant celui de Dustig et ceux des environs, dont celui de Chommell. Cette région spatiale est issue d'une découpe militaire de la galaxie faite par la République galactique, chaque secteur étant associé à une armée de secteur clone. L'armée de secteur dont dépend Naboo est ainsi la 17e armée clone de la République, aussi appelée « Bouclier de chrome ».

### Topographie
Le noyau de Naboo présente une particularité unique. En effet, il n'est pas en fusion, contrairement aux noyaux classiques, mais regorge d'énergie plasmatique. Au fil des âges, un important réseau de tunnel sous-terrain s'est créé, avant d'être inondé et de former un labyrinthe sous-marin sous la surface de la planète. Les routes océaniques qui passent par le noyau sont considérées parfois comme les plus rapides pour se déplacer d'un bout à l'autre de la planète.
Grâce à ces importantes quantités d'eau souterraine, la planète Naboo possède un climat tempéré et une flore luxuriante, avec de vastes plaines, des jungles, des marais et des collines herbeuses.

### Formes de vie

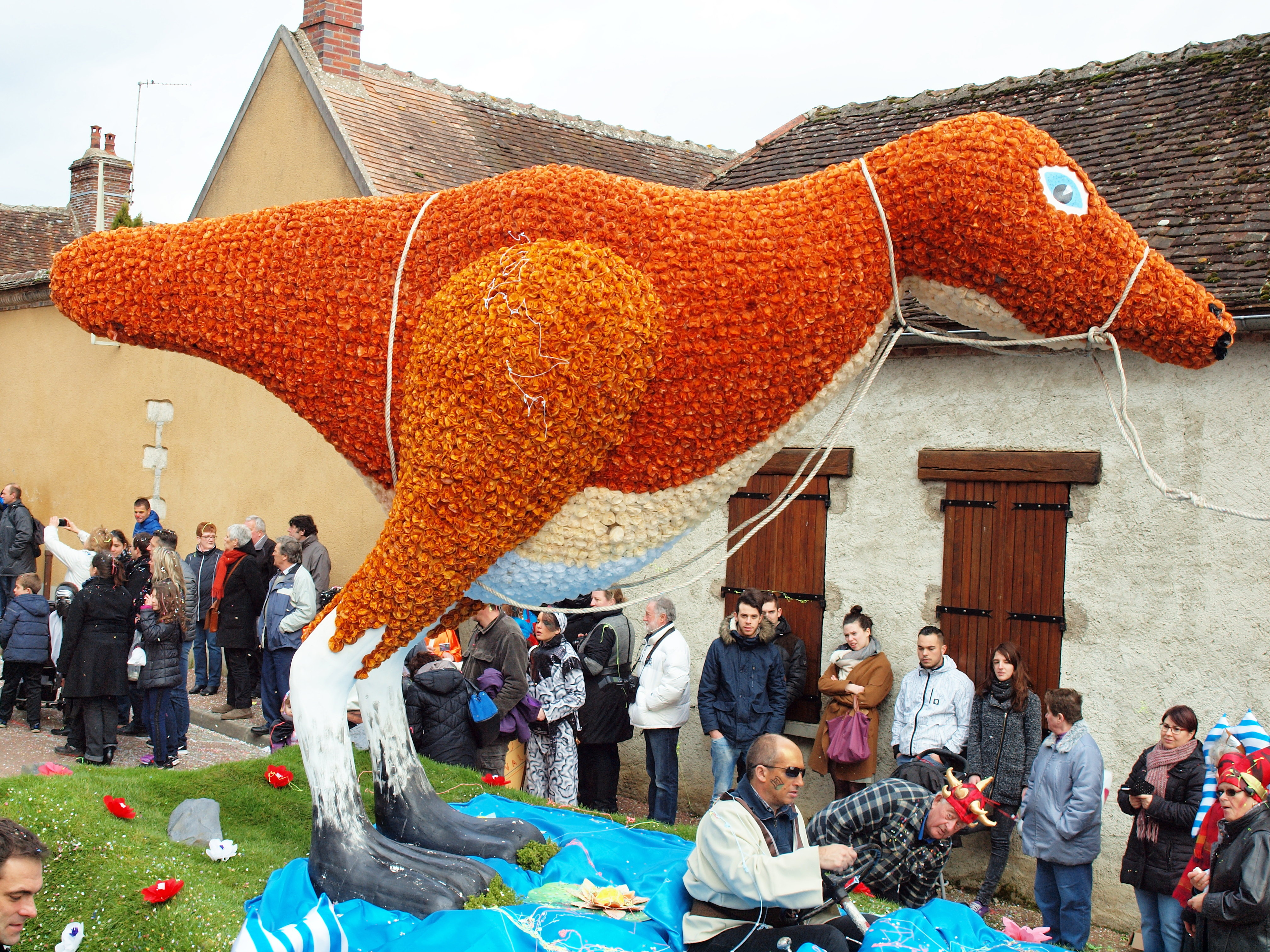
Statue florale représentant un kaadu, espèce endémique de Naboo.

Le Gungan est une espèce intelligente originaire de Naboo. Cet amphibie de 2 m de haut est réputé pour la formation d'importantes colonies sous-marines. Sa tête se caractérise par de longues oreilles et un bec large. Sa longévité atteint 65 ans. Il parle le basic, mais avec un accent particulièrement prononcé. Il existe deux races de Gungans : l'otolla, plutôt élancé, et l'ankura, plutôt fort. Par exemple, le sénateur Jar Jar Binks est un otolla alors que le chef Boss Nass est un ankura,,. Une autre espèce reptilienne intelligente habitait Naboo avant sa colonisation par les humains, mais disparait à l'issue d'un conflit avec les Gungans. 
Un serpent couvert de piques, le poisson colo à griffes, peuple les mers de Naboo. Il atteint les 40 m de long et possède des griffes. Parfois, il patiente plusieurs heures à l'affut avant de capturer une proie. Il la déstabilise alors avec un cri, avant d'implanter ses crocs venimeux en la victime. Il peut par ailleurs avaler, par l'écartement de ses mâchoires, des proies plus grandes que sa tête.
Le tueur des mers opee, prédateur aquatique plus important, mesure 20 m de long. Il s'agit d'un crustacé. Il attire, avec des antennes comme appâts, ses proies ; il les attrape ensuite avec sa langue collante. Pour se déplacer, il nage et se propulse.
Un seul animal des eaux de Naboo peut manger le tueur des mers opee. Le superprédateur marin de la planète est l'aqua-monstre sando. Ce félin bipède aquatique marche sur le plancher océanique. Il se caractérise notamment par une énorme bouche remplie de dents. Son espérance de vie atteint un siècle, pour une hauteur de 200 m. La femelle ne porte qu'un petit à la fois. Il possède en plus de ses nageoires des griffes, ce qui signifie probablement qu'il a évolué à partir d'ancêtres terrestres,.
Il existe aussi des animaux terrestres originaires de Naboo. Le shaak vit en troupeau. Il possède un régime alimentaire herbivore. Comme le ratio de taille entre son corps et ses pattes est disproportionné, il tombe très souvent lorsqu'il se déplace,,. Un autre mammifère, le falumpaset, à la rigide peau marron, provient de Naboo. Il vit aussi en troupeau, dans les marais et les forêts. Domestiqué, il transporte les charges lourdes,,. Un autre animal proche, le fambaa, est lui aussi utilisé pour porter de lourdes charges,,. Un oiseau bipède incapable de voler vit également sur cette planète. Il s'agit du nuna. Il vit normalement dans les marais, mais est ensuite exporté vers divers mondes, tels Tatooine ou Saleucami. Enfin, un reptavien vit à Naboo. Le kaadu possède un bec plat et peut respirer sous l'eau en plus d'un mode de vie essentiellement concentré à la surface. Il sert de monture du fait de sa grande vitesse de déplacement,,,,.

### Organisation sociale et politique
La planète Naboo possède une certaine importance à l'échelle galactique grâce à ses infrastructures. Par exemple, il s'agit de l'une des principales productrices d'épice, une drogue très demandée à travers la galaxie. Naboo est, avec Kessel, la plus célèbre à participer à la production de cette drogue à l'échelle galactique.

#### Peuple humain
| Femme au teint pâle portant une robe rouge et or très ample, ainsi qu'une perruque et une coiffe. On distingue de nombreuses broderies sur ses habits. |  | Femme au teint pâle pourtant une coiffe à plumes et une robe de couleur crème, avec des broderies violettes. |
| Cosplays de deux reines de Naboo, Padmé Amidala à gauche et Apailana à droite.                                                                         |  | |

Après avoir colonisés la planète en 4 000 av. BY environ, les humains mettent en place une société encourageant le développement artistique pour chacun des habitants, faisant de Naboo l'une des planètes comptant le plus de peintres et de musiciens de la galaxie. Les humains de la planète Naboo sont ainsi un peuple d'esthètes, portés sur les arts et la philosophie. Ils possèdent tout de moins une technologie avancée, et une flotte composée de vaisseaux de combats lisses et chromés.
Le peuple humain de Naboo élit la plupart de ses dirigeants, notamment son souverain, tous les quatre ans ; ce mandat n'est renouvelable qu'une seule fois. Le peuple naboo élit traditionnellement une jeune femme pour diriger la planète,. La citoyenneté des habitants, ainsi que leur passage à la maturité ne se fait pas à un certain âge, mais à l'issue d'un test prouvant leur maturité intellectuelle, ce qui explique la présence de jeunes adolescentes à la tête de la planète.  
Les reines de Naboo sont accompagnées de suivantes, ressemblant fortement à cette dernière, responsables de sa protection et possibles doublures,. Elles sont également des gardes du corps entraînées au combat, et des politiciennes de haut niveau, devant être capable de remplacer la reine dans n'importe quelle situation. Bien qu'ayant un rôle majoritairement diplomatique, les souverains de Naboo sont également entraînés au combat, pour être capable de mener leurs troupes.  
La capitale humaine, Theed, initialement un village de fermiers, se situe en bordure d'un plateau duquel se déverse en cascade un fleuve à affluents souterrains, de par la géologie particulière de Naboo. Ce fleuve, Solleu, est accessible presque partout à Theed ; il permet aux marchands naboo de rencontrer les Gungans et de commercer. Cette capitale représente également le centre culturel de la planète. En effet, les universités de la ville forment artistes et philosophes, mais aussi des personnalités politiques influentes. Son architecture symbolise par ailleurs un attrait pour la paix et la réflexion.
Le palais royal de Theed se situe au bord de la falaise des chutes du Solleu. Il possède une grande importance symbolique, puisqu'il s'agit du point d'arrivée des défilés. Il remplit en parallèle une fonction politique, en hébergeant le souverain de Naboo et en permettant la réunion des membres du Conseil royal de la planète. Bien qu'imposant, le palais manifeste une architecture pointilleuse et ornée de délicats détails soignés. La place du palais, principale avenue de Theed, relie le palais à la cour royale.
La région dite « des lacs », la plus éloignée à être habitée à Naboo, présente une population principalement composée de fermiers et d'artisans. Les lacs de la contrée sont séparés des océans et étendues sous-marines propres à la géologie de Naboo ; ils sont donc dépourvus de prédateurs aquatiques. Fertile tout au long de l'année, la zone s’assèche l'été, tout en restant agréable à vivre. C'est également le lieu où se déroule le festival de la Bonne Nouvelle, évènement culturel majeur de la planète. La villa personnelle de la famille de la reine puis sénatrice Padmé Amidala - Naberrie, se trouve dans cette région, sur l'île de Varykino,.

#### Peuple gungan

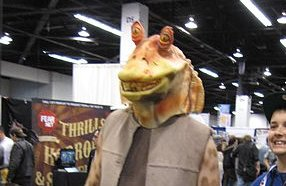
Cosplay de Jar Jar Binks, célèbre Gungan.

Otoh Gunga, secrètement située dans les eaux du lac Paonga pour se protéger des humains, est la capitale du peuple gungan. Le haut conseil gungan, corps dirigeant du peuple homonyme, y est localisé. La ville est formée par un réseau de bulles à l'air respirable, des champs de force hydrostatiques, l'une des réussites de l'architecture gungane. Ces structures sont cultivées et paraissent vivantes. Les champs de force, rigides, ne laissent pas entrer l'eau, mais permettent l'entrée d'un individu par le biais de zones de passage préalablement définies,. Bien que vivant sous l'eau, les Gungans ne peuvent pas respirer sous l'eau, seulement retenir leur souffle pour une durée très longue.
Les Gungans, amphibies, s'installent aussi sur terre. La colonie de Jan-Gwa est en partie aquatique, en partie terrestre. En outre, certaines villes gunganes ont été construites dans les marais de la planète. C'est notamment le cas d'Otoh Mandassa, Oxon et Umberbool City.

## Univers officiel

### Avant la bataille de Naboo
Environ deux siècles avant la bataille de Naboo, le clan San Tekka, une famille de prospecteurs qui sillonne la galaxie à la recherche de nouvelles routes hyperspatiales en période d'exploration, et avec lui un groupe non-aligné qui étudie la Force appelé « Église de la Force », manifeste une importante influence sur Naboo tout particulièrement,,. En parallèle, plusieurs tribus gunganes se mènent la guerre. Boss Gallo, le chef d'une des tribus en guerre, parvient à unir les tribus, qui s'assemblent contre le chef de guerre Boss Rogoe, un tyran exploitant les autres tribus et responsable des conflits initiaux. Après la défaite de ce dernier, le peuple gungan s'unit, et la capitale Otoh Gunga est fondée.
Le peuple humain de Naboo élit régulièrement son souverain. Ainsi, quelques décennies avant la chute de la République galactique, Ars Veruna accède au poste de roi de Naboo. Après lui, Réillata est élue pour un court mandat, suivi de celui d'une autre reine nommée Sanandrassa. Cette dernière, au terme de son mandat, tente une campagne de réélection. Elle échoue toutefois et Padmé Amidala, qui dirige alors la capitale Theed, est alors élue et donc assignée à la fonction de monarque,.

### Bataille de Naboo
Le blocus de Naboo est lancé à la suite de la taxation des routes commerciales décidée par le Sénat de la République galactique. La Fédération du commerce, organisation qui contrôle alors la majorité des voies marchandes au sein de la République, s'oppose à la loi votée par le Sénat, qui ralentirait son enrichissement. Ainsi, les neimodiens qui dirigent la Fédération lancent en protestation le blocus de Naboo. Les Jedi Obi-Wan Kenobi et Qui-Gon Jinn sont alors envoyés en ambassadeur de la République pour négocier avec la Fédération. Ne souhaitant pas de négociation, celle-ci tente de les éliminer. L'invasion de Naboo est alors entamée sous ordre du vice-roi de la Fédération du commerce, Nute Gunray.
Les deux Jedi atterrissent à Naboo. Accompagnés du Gungan Jar Jar Binks, ils sauvent la reine Padmé Amidala en l'aidant à fuir la planète, occupée par la Fédération du commerce. Le groupe s'enfuit à bord de la nef royale, appartenant à Padmé. Le vaisseau évite alors de justesse la destruction en forçant le blocus, puis est partiellement réparé par le droïde R2-D2, qui dès lors se fait remarquer pour son talent. La reine, en se rendant à Coruscant, espère alors en obtenir le soutien pour repousser l'invasion à Naboo, comptant sur le soutien du sénateur de Naboo Palpatine.
À son retour sur Naboo, Padmé Amidala rencontre Boss Nass, chef des Gungans et descendant de Boss Gallo, pour disposer des moyens de repousser la Fédération qui avait forcé les Gungans à fuir leurs villes et l'océan et à se réfugier dans un sanctuaire terrestre. Initialement, le dirigeant gungan reste méfiant et craint que les humains ne soient impliqués dans l'invasion, mais, après les supplications de la reine, il accepte. 
Ainsi, une bataille se prépare sur tous les terrains. Les Gungans en prairie, les pilotes naboo en orbite, la garde royale et les deux Jedi au palais de Theed, tous tentent de repousser l'invasion lancée par la Fédération du commerce et son armée de droïdes.
La grande armée gungane est formée afin d'affronter l'armée droïde dans les grandes plaines, afin de faire diversion en éloignant les droïdes de la capitale, Theed. Montés sur des quadrupèdes locaux, les Gungans établissent un bouclier anti-aérien, qui permet de retarder la confrontation directe. Toutefois, les droïdes parviennent à traverser le champ d'énergie pour attaquer directement les Gungans au corps à corps.
Dans le même temps, un escadron de chasseurs naboo tente de détruire le vaisseau amiral droïde, centre du blocus. Le jeune Anakin Skywalker en pilote un par accident et parvient à faire exploser le vaisseau amiral avec un tir de torpille directement dans son réacteur, ce qui entraîne la désactivation de l'armée droïde, dépendante du vaisseau. En parallèle, une équipe dont font partie la reine et les deux Jedi infiltre le palais afin d'arrêter le vice-roi de la Fédération du commerce, Nute Gunray. Padmé Amidala lui fait signer un traité qui annule l'invasion tandis que les Jedi affrontent le Sith Dark Maul. Celui-ci tue durant le duel Qui-Gon Jinn, avant d'être défait par Obi-Wan Kenobi,.
Après la bataille, des hommages sont rendus notamment à Qui-Gon Jinn et un sanctuaire est érigé à Naboo afin de commémorer son sacrifice. Ce sanctuaire devient pendant plusieurs années un lieu de pèlerinage très populaire sur la planète.

### Après la bataille de Naboo et guerre des clones
À la suite de la tentative d'invasion, la population humaine de Naboo est divisée : certains continuent de prôner le pacifisme tandis que d'autres trouvent les défenses de la planète trop maigres. La reine Padmé doit alors prendre des décisions en termes d'armement, parfois jugées excessives par les uns et insuffisantes par les autres. 
Quelques années après la bataille de Naboo, Padmé Amidala est remplacée au poste de reine de Naboo par Jamillia.  Padmé devient sénatrice de la planète et remplace Palpatine, devenu Chancelier Suprême. Elle est assistée par Jar Jar Binks. À la suite de la crise séparatiste, Binks propose d'accorder les pleins pouvoirs à Palpatine, une mesure qui permet à ce dernier d'avancer dans son plan de création d'un Empire galactique.

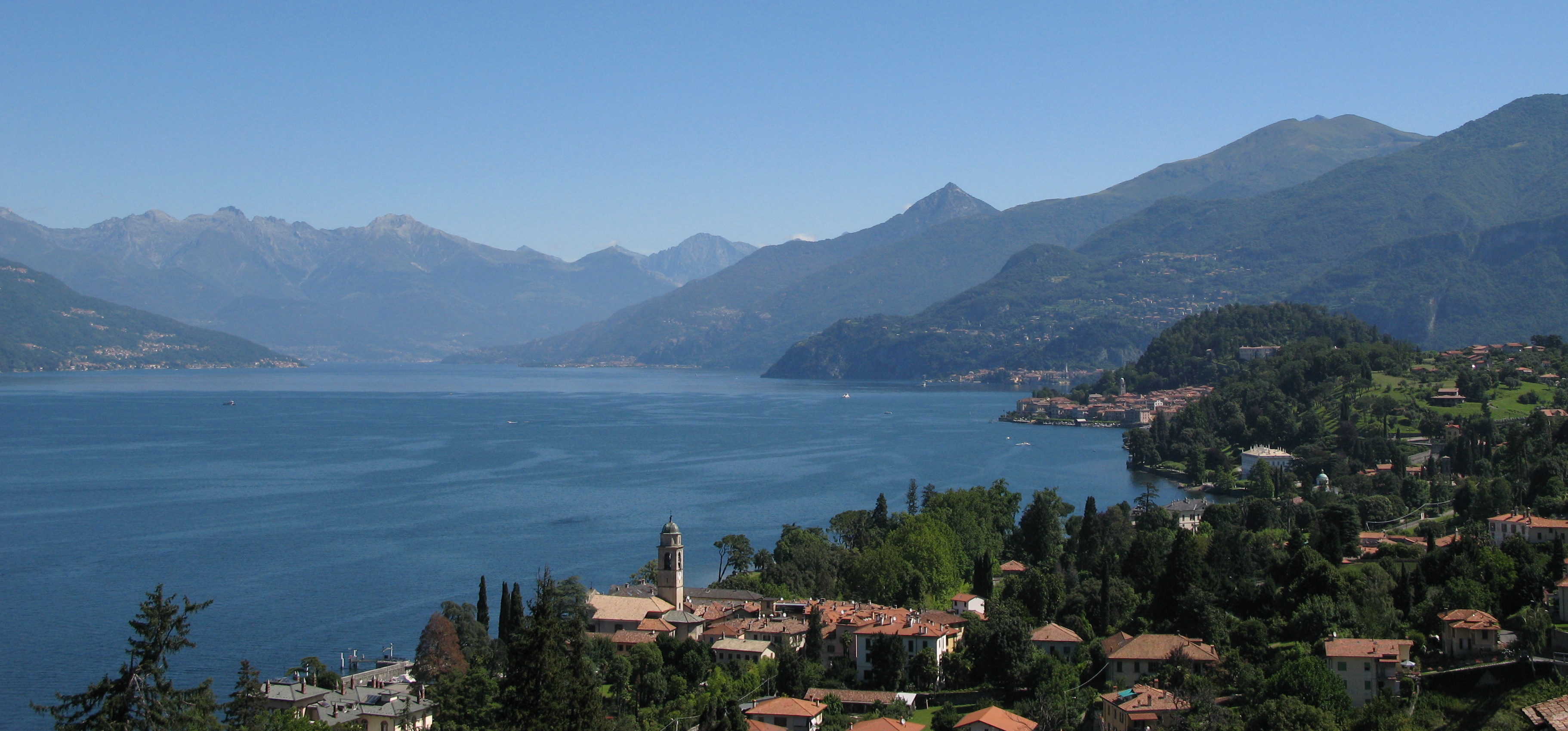
Les environs du Lac de Côme servent de principal décor aux scènes de L'Attaque des clones qui se déroulent à Naboo.

Au début de la guerre des clones, Anakin Skywalker et Padmé Amidala reviennent à Naboo pour leurs noces. Ils se marient alors à Varykino, propriété de la famille de Padmé dans une région dite des Lacs,,. Le jour de leur mariage, la reine Jamilia leur demande de l'aide pour sauver des soldats naboos, otages des séparatistes.
Pendant la guerre, le général séparatiste Grievous manipule le Boss Gungan, Lyonie, afin de l'amener à attaquer les humains de Naboo. Ensuite, une armée de droïdes séparatistes lancent un assaut sur la planète, contré par les Gungans. Grâce au sacrifice du capitaine Gungan Tarpals, Grievous est capturé. Il est alors échangé contre le général Jedi Anakin Skywalker.
Padmé Amidala est tuée par Anakin Skywalker, devenu un seigneur noir des Siths. Ses funérailles sont célébrées sur la planète ; lors de la procession, la reine nouvellement élue Apailana, Boss Nass et Jar Jar Binks, ainsi qu'une majorité des habitants de Naboo, rendent hommage à la reine assassinée. 

### Ère impériale
Durant l'ère impériale, Anakin Skywalker, devenu Dark Vador, se rend sur Naboo afin de comprendre les circonstances de la mort de Padmé Amidala. Il y rencontre Sabé, servante et amie de l'ancienne reine de Naboo. Dark Vador et Sabé, sans le savoir, cherchent alors tous deux à trouver l'assassin de Padmé. Sabé suspecte Vador d'être le meurtrier et le piège dans une structure sous-marine : Vador est attaqué par un prédateur marin, mais réussit à en réchapper pour poursuivre ses recherches,. Il massacre ensuite les rebelles de Naboo, qui pensent alors venger Padmé et Anakin en s'attaquant à Vador,,.
Quoique la planète soit sous la juridiction de l'Empire galactique durant l'ère impériale, il se trouve que la population de la planète fête joyeusement, humains comme Gungans, la bataille d'Endor et la chute commençante de l'Empire,.
Après la défaite de l'Empire, l'opération cendres, un bombardement orbital massif, est menée sur la planète Naboo par des généraux impériaux toujours loyaux à l'Empereur. La princesse Leia Organa, alors sur Naboo, vient en aide à la reine locale pour combattre les vestiges de l'Empire présents sur la planète, et contrecarre les plans des impériaux.

## UniversLégendes
À la suite du rachat de la société Lucasfilm par The Walt Disney Company, tous les éléments racontés dans les produits dérivés datant d'avant le 26 avril 2014 ont été déclarés comme en dehors du canon et ont alors été regroupés sous l’appellation « Star Wars Légendes ».

### Avant la bataille de Naboo
Plus de cinq millénaires avant la bataille de Yavin, les Gungans autochtones font face à l'arrivée d'humains. Ceux-ci ne laissent en vestiges de leur civilisation que des statues. D'autres humains viennent du monde de Grizmallt plus tard. Après des conflits, les deux peuples se partagent la planète, avec les étendues d'eau aux Gungans et les plaines aux humains.
Séparées, les deux civilisations subissent toutefois des guerres intestines. Les Boss Gungans s'affrontent notamment en 3 000 av. BY. La capitale gungane Otoh Gunga est alors créée. Les humains connaissent quant à eux un temps de souffrance de 1 000 av. BY à 800 av. BY. La capitale humaine Theed est alors créée.
En 47 av. BY, Ars Veruna devient roi de Naboo. Il est alors secrètement manipulé par Sheev Palpatine. Veruna dirige pendant une quinzaine d'années, durant lesquelles il se fait de plus en plus détester en restant toujours au pouvoir. Finalement, en 32 av. BY, il se voit contraint d'abdiquer, menant à de nouvelles élections de souverain à Naboo. Palpatine, maîtrisant toujours secrètement la politique de Naboo, choisit alors de faire élire Padmé Amidala, devenue princesse de Theed, plus jeune et donc selon Palpatine plus facilement manipulable. Ainsi, Padmé obtient le poste de souveraine de Naboo,.

### Ère impériale
Sous l'Empire galactique, le secteur Chommell se situe sous la direction d'un haut gradé impérial, qui n'est autre que l'ancien capitaine Panaka. En outre, l'empereur Palpatine, originaire de Naboo, y possède une résidence secondaire.
Toutefois, la planète est un foyer de rébellion contre l'Empire galactique. La reine Apailana est assassinée par la 501e légion car suspectée d'héberger des Jedi alors que ceux-ci sont traqués à travers la galaxie. Enfin, à la chute de l'Empire, Naboo fait partie des principaux mondes à célébrer l'événement quand la population apprend la mort de l'empereur. La nouvelle reine, Kylantha, est forcée de jurer loyauté à l'empereur. Sous le règne impérial, les Gungans sont de nouveau marginalisés, et sont forcés de retourner dans les marécages.
À la mort de Palpatine, les Gungans sont libérés, et les deux peuples retrouvent une entente cordiale à la libération de la planète.

## Concept et création

### Origine du concept
Star Wars tire plusieurs de ses inspirations dans la série télévisée Flash Gordon diffusée en 1954. Dans un épisode, le héros traverse une cité sous-marine avant d'être poursuivi par des monstres aquatiques : il s'agit de la première source d'inspiration de la planète Naboo.

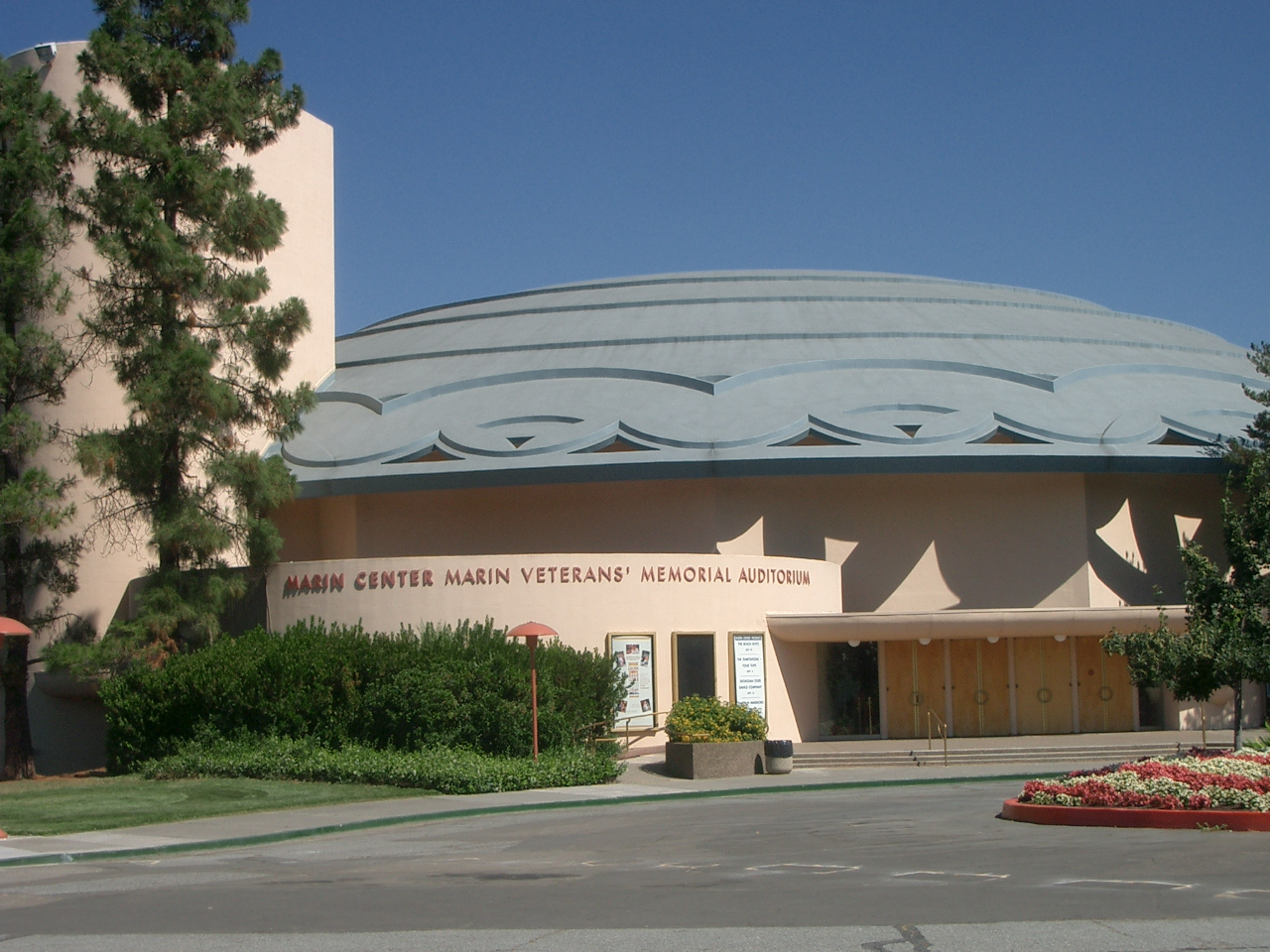
Le centre municipal du comté de Marin, source d'inspiration de l'architecture de la civilisation Naboo.

George Lucas décide de donner à Naboo une apparence intemporelle, similaire à celle de l'Italie pendant la Renaissance, et de créer une planète non pas basée sur la technologie mais sur la beauté. L'une des principales inspirations architecturales de George Lucas pour Naboo est également le centre municipal du comté de Marin, un bâtiment construit par l'architecte Frank Lloyd Wright, qui présente plusieurs dômes, des couleurs claires ainsi que de grands espaces verts. Lucas a découvert ce bâtiment en 1971, lors du tournage de son premier film THX 1138, et le réutilise comme inspiration de l'architecture de la civilisation Naboo.
Iain McCaig et Trisha Biggar sont chargés par George Lucas de concevoir la civilisation Naboo. Pour les costumes de ces derniers, des inspirations asiatiques sont utilisées, comme des tenues mongoles, chinoises et japonaises.

### Lieux de tournage

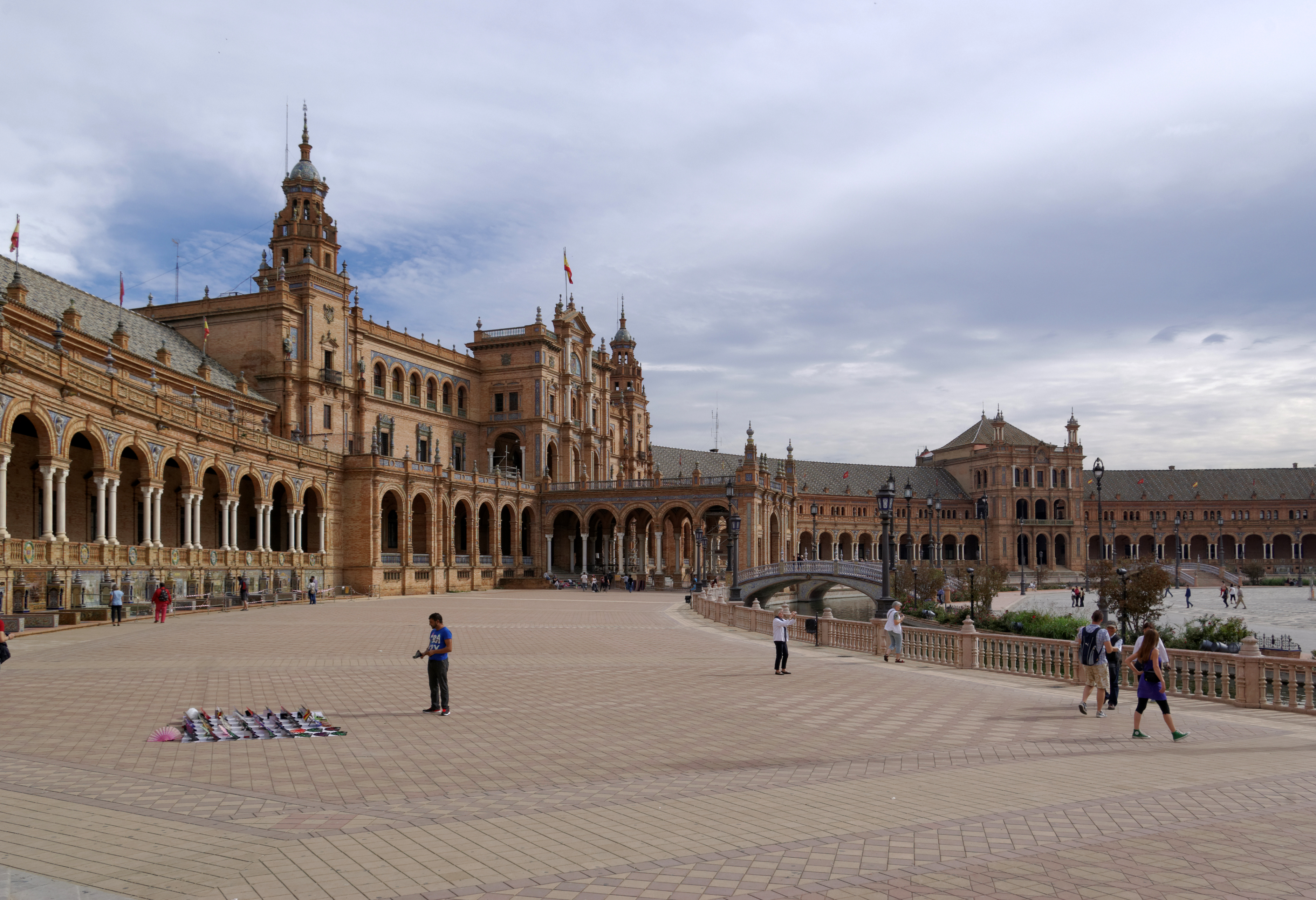
La Place d'Espagne, à Séville, visible dans L'Attaque des clones.

Les scènes représentant Naboo sont filmées dans plusieurs lieux différents. Certaines, de L'Attaque des clones, sont tournées à proximité du lac de Côme, en Italie. Près du lac, la villa Balbianello de Lenno est transformée en riche habitation de la famille de Padmé Amidala. La scène du mariage entre Anakin Skywalker et Padmé Amidala fait partie de celles qui s'y déroulent. Celles du palais, principalement présent dans La Menace fantôme, mais aussi dans L'Attaque des clones, sont quant à elles filmées dans le palais de Caserte, plus grand palais royal du monde, près de Naples, aussi en Italie. La Place d'Espagne de Séville sert de fond de cour de Theed dans L'Attaque des clones,,. Enfin, les scènes en forêt de La Menace fantôme sont filmées à Whippendell Woods en Angleterre,. Les scènes de marais et du temple caché des Gungans sont tournés au même endroit. 
Le premier tournage en extérieur de la planète Naboo débute en juillet 1997 dans le palais de Caserte, construit par l'architecte Luigi Vanvitelli au XVIIIe siècle, dont les couloirs de marbre et la décoration luxueuse ont fortement inspiré George Lucas. L'équipe de tournage n'obtient que quatre jours d'autorisation de tournage, en raison de la forte affluence touristique du lieu. Quelques détails sont rajoutés au palais pour accentuer l'appartenance à une civilisation d'une autre galaxie, comme des grandes portes futuristes, des boitiers de commande en chrome commandant l'ouverture des portes. Inversement, certains détails sont enlevés par ordinateur en post-production, comme des chandeliers anciens, ou certaines statues. Ed Natividad, artiste conceptuel travaillant sur La Menace fantôme, a créé plusieurs accessoires, comme le trône de la reine, pour qu'ils s'incrustent dans le palais et permettent l'obtention de jeux de lumière. Si seulement certaines pièces du palais sont utilisées pour le tournage, d'autres sont utilisées pour la pose de prothèses ou le maquillage des acteurs. 
Durant le tournage, George Lucas repère plusieurs lieux, qui serviront de lieux de tournage pour L'Attaque des clones en 2000, comme les abords du lac de Côme, au nord de Milan. L'équipe retourne au palais de Caserte, pour une journée de tournage correspondant à la visite de Padmé à la nouvelle reine de Naboo. 
Certains plans sont obtenus par l'utilisation de maquettes : un modèle réduit du palais de Theed a été ainsi construit, d'une hauteur de 1,2 mètre. Les chutes d'eau entourant le palais ont été créées en utilisant du sel, filmé en train de tomber de plusieurs plateaux organisés en cascade.

### Incrustation
Les décors de la planète Naboo, comme ceux du palais, sont également modifiés numériquement : les plafonds sont réhaussés, les halls agrandis. Gavin Bocquet, chef décorateur de La Menace fantôme, a reconstruit plusieurs murs du palais en studio, afin de mettre en scène les séquences de bataille nécessitant de la pyrotechnie. Lors du tournage en 2000 de L'Attaque des clones, de nouvelles décorations sont ajoutées numériquement, pour correspondre aux décorations de la nouvelle reine. 
George Lucas fait appel à trois superviseurs des effets spéciaux pour la postproduction de La Menace fantôme : John Knoll, Dennis Muren et Scott Squires. 95 % des images tournées pour le film sont retouchées numériquement, une première dans l'histoire du cinéma. Les scènes sous-marines de Naboo et la scène de bataille dans les grandes plaines bénéficient d'une attention toute particulière de Dennis Muren. De plus, pour créer les décors dans lesquels les personnages évoluent, l'artiste et vétéran de Lucasfilm Paul Huston crée des mélanges images réelles et d'images de synthèse, ou « peintures numériques », en référence au matte painting. Au lieu d'être peint sur des plaques de verre, comme dans la trilogie originale, les décors de fond sont ainsi générés par ordinateur par les équipes d'Industrial Light & Magic, dont les paysages verdoyants de Naboo. Pour l'épisode II, Pablo Helman se charge de créer les effets numériques de la planète Naboo, réalisant ainsi des extensions au palais de Theed, et amplifiant les cascades de la région des lacs.  
Le duel entre Qui-Gon Jinn, Obi-Wan Kenobi et Dark Maul, qui se déroule dans un hangar de Naboo, a lui aussi nécessité un travail de postproduction de la part des membres d'Industrial Light & Magic. Une infime partie du hangar est reconstruite en studio mais la majorité des scènes sont tournées sur fond bleu. L'arrière plan est ainsi complété numériquement, y compris les faisceaux d'énergie présents dans le hangar. Plusieurs détails sont effacés numériquement par les équipes a posteriori, et les reflets des acteurs sont ajoutés sur le sol, généré en images de synthèse, pour limiter l'aspect artificiel et lisse de ce dernier.

## Adaptations

### Jeux vidéo
En tant que planète majeure de l'univers Star Wars, Naboo apparaît dans de nombreuses œuvres vidéoludiques.
La première apparition de Naboo dans un jeu vidéo inspiré de la licence Star Wars s'effectue dans le portage du premier film sur PC et PlayStation, sous le nom de Star Wars, épisode I : La Menace fantôme. Il s'agit d'un jeu d'action-aventure affiché à la troisième personne avec une caméra haute proposant une vue de dessus, reprenant globalement l'intrigue du film dont il s'inspire, tout en rajoutant des éléments inédits,. Une nouvelle adaptation du premier épisode de la saga voit le jour en 2000, sous le titre Star Wars Episode I: Jedi Power Battles. Il s'agit d'un jeu d'action-aventure dans une vue à la troisième personne, agrémenté de phases de beat them all et de jeu de plates-formes, dans lequel le joueur peut incarner plusieurs Jedi. Dans Star Wars Episode I: Obi-Wan's Adventures, sorti sur Game Boy Color en novembre 2000, le joueur interprète Obi-Wan Kenobi et revit les évènements du premier film, dont le passage sur Naboo.
En 2001, un jeu se déroulant exclusivement sur Naboo sort sur plusieurs console : il s'agit de Star Wars: Battle for Naboo. Le joueur y incarne un lieutenant de la Garde royale de Naboo nommé Gavyn Sykes, qui doit repousser les assauts de la Fédération du commerce, reprenant les événements de La Menace fantôme. Le gameplay est similaire à celui de Star Wars: Rogue Squadron, avec Naboo comme théâtre du champ de bataille.
Naboo est présente en tant que champ de bataille dans le jeu de tir Star Wars: Battlefront en 2004. La planète forestière sert également de champ de bataille dans sa suite, Star Wars: Battlefront II. Elle est notamment le terrain d'un nouveau mode de jeu, « l'Ombre du Chasseur », qui met le joueur dans la peau des Gungans résistant aux hordes de droïdes de combat, ou inversement. La planète se retrouve en terrain jouable dans le remake Star Wars: Battlefront II sorti en 2017. Plusieurs cartes sont disponibles pour différents les modes de jeu proposés par le jeu, comme escarmouche, combat de héros ou suprématie capitale.
En 2005, Naboo fait partie des planètes visitables dans Lego Star Wars, le jeu vidéo, avec un niveau mettant en scène la bataille ayant eu lieu sur la planète. Elle se retrouve également dans les réadaptions du jeu, Lego Star Wars : La Saga complète en 2007 et Lego Star Wars : La Saga Skywalker en 2022,.
La planète Naboo apparait dans plusieurs autres jeux dérivés de la licence Star Wars, comme dans le jeu éducatif Star Wars Episode I : Le Nouveau Monde Gungan, où le joueur incarne la Reine Amidala, dans le but de terraformer une lune de Naboo et d'y installer une colonie gungane,. Le jeu, à vocation éducative, y apprend ainsi à son public les notions de base de biologie et d'écologie. Naboo apparaît également dans le jeu de course Star Wars: Super Bombad Racing, un jeu de course se déroulant dans l'univers Star Wars. L'un des circuits du jeu traverse une cité sous marine gungane, similaire à Otoh Gunga.

### Figurines
Lego produit des boîtes représentant des scènes qui se déroulent à Naboo, représentant majoritairement des scènes observées dans Star Wars, épisode I : La Menace fantôme.
Plusieurs paysages de Naboo sont représentés : les plaines de la bataille de Naboo dans plusieurs sets, dont « The Battle of Naboo »,, le hangar du générateur de bouclier où se déroule le duel entre Qui-Gon Jinn, Obi-Wan Kenobi et Dark Maul dans le set « Duel on Naboo »,, les marécages de la planète dans le set « Naboo Swamp »,, ou ses fonds marins dans le set « Gungan Sub »,.
De plus, Lego a produit des figurines sphériques de diverses planètes, dont une représentant Naboo, sortie en 2012 sous le numéro « Naboo Starfighter & Naboo ». Elle est accompagnée d'une figurine de pilote d'intercepteur naboo et de son vaisseau.
En 2005, un diorama de la ville de Theed est également crée à l'occasion d'une exposition Star Wars à la Cité des sciences et de l'industrie à la porte de la Villette, à Paris,.

### Parc d'attractions
Naboo est également observable dans l'attraction Star Tours: The Adventures Continue des parcs Disneyland, où les participants à l'attraction passent dans l'espace de Naboo, ainsi que dans les cités sous-marines gunganes,. 

## Réception
Naboo est particulièrement bien placée dans les classements sur les planètes de Star Wars. Le site Vulture classe la planète à la seconde place. Toutefois, il lui reproche la présence de Jar Jar Binks, le fond de prairie qui manque d'originalité et le fait que des adolescentes sont élues pour diriger la planète. Le site Comic Book Resources attribue à Naboo la première place. Il précise notamment qu'il s'agit d'une importante destination romantique et salue son côté naturel qui lui procure une beauté hors du commun.
Selon le site Internet Screen Rant, il s'agit de la troisième meilleure planète de la saga, derrière Tatooine et Bespin. De plus, il s'agit selon ce site de la planète de la prélogie la plus intéressante, avec divers paysages : prairie, jungle, cité sous-marine et ville inspirée de la Renaissance. Dans un autre article de ce site, Naboo fait partie des planètes de la saga considérées comme pertinentes à inclure dans un jeu vidéo à monde ouvert. Le site en présente comme principaux avantages la faune, la flore, l'architecture, la complexité de la coexistence entre les deux civilisations et leur fonctionnement.

## Analyse

### Analyse littéraire

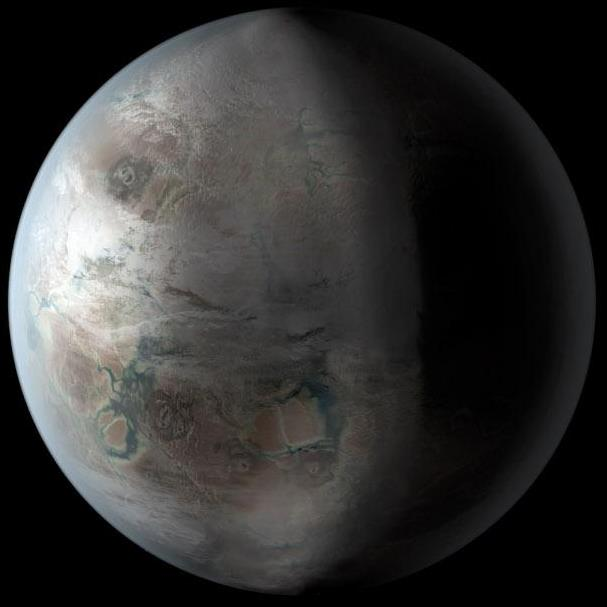
Vision d'artiste de l'exoplanète Kepler-452 b, qui présente des caractéristiques communes avec Naboo.

Certaines planètes de Star Wars possèdent un paysage qui peut être interprété comme ayant une fonction symbolique. Naboo en fait notamment partie. Ainsi, cette planète représente la pureté, en opposition principalement à Coruscant, corrompue. Naboo sert aussi de reflet à la personnalité de Padmé Amidala, avec une joie naïve raréfiée dans le reste de la galaxie, alors qu'une guerre s'apprête à commencer. En outre, la planète affronte la technologie, ennemi par la suite récurrent dans la saga, et symbolise ainsi le Bien en opposition au Mal incarné en son sénateur, Palpatine.

### Analyse scientifique
Naboo est en outre analysée avec une approche scientifique. La principale particularité de la planète est sa formation. En effet, il est précisé que les protagonistes dans La Menace fantôme passent par le noyau de la planète. Toutefois, ils traversent un océan, alors que les entrailles d'une planète sont composées de roche en fusion, et non d'eau. Une telle structure géologique est inconnue, ce qui signifie peut-être que l'expression ne sert qu'à désigner les abysses, ou alors le phénomène est totalement imaginé et irréaliste, semblable à celui du Voyage au centre de la Terre de Jules Verne.
Le magazine Science et Vie assimile quant à lui directement Naboo à l'exoplanète de l'univers réel appelée Kepler-452 b, qui pourrait être la première planète tellurique détectée dans la zone habitable d'une étoile de type solaire autre que le soleil lui-même, dans la constellation du Cygne.
L'astrophysicien Roland Lehoucq s'est également intéressé à la vraisemblance d'une cité aquatique, comme celle d'Otoh Gunga, observable dans Star Wars, épisode I : La Menace fantôme. Ce dernier souligne en premier lieu qu'une base construite à une telle profondeur ne bénéficierait pas de la lumière du soleil, et donc que la civilisation gungane nécessite d'illuminer une telle cité. Ensuite, il s'attarde sur le bouclier énergétique utilisé par les Gungans pour se protéger de la pression environnante et de l'eau, mais qui laisse passer les humanoïdes, pourtant composés à 70 % d'eau. En outre, ce bouclier est étonnamment totalement transparent utilisé à la surface. Enfin, il résiste aux tirs, mais peut être franchi par un droïde sans problème. Roland Lehoucq conclut que la technologie gungane dépasse de loin la technologie connue au XXIe siècle.